# Kovanec
Kovanec (en allemand : Kowanetz) est une commune du district de Mladá Boleslav, dans la région de Bohême-Centrale, en République tchèque. Sa population s'élevait à 117 habitants en 2020.

## Géographie
Kovanec se trouve à 9 km à l'ouest de Mladá Boleslav et à 45 km au nord-est de Prague.
La commune est limitée par Skalsko à l'ouest et au nord, par Kováň au nord-est et à l'est, par Niměřice et Doubravička au sud.

## Histoire
La première mention écrite de la localité date de 1546.

## Transports
Par la route, Kovanec se trouve à 19 km de Mladá Boleslav et à 58 km du centre de Prague.